# Amos (patriarcha Jerozolimy)
Amos – jedenasty patriarcha Jerozolimy; sprawował urząd w latach 594–601.